# Luan Cândido
Luan Cândido de Almeida (Visconde do Rio Branco, 2 de fevereiro de 2001) é um futebolista brasileiro que atua como lateral-esquerdo. Atualmente, joga pelo Grêmio.

## Carreira
Cândido atuou nas categorias de base do Palmeiras. A partir de setembro de 2018, chegou a figurar no banco de reservas do time profissional, comandado por Luiz Felipe Scolari, em partidas válidas pela Série A e pelo Campeonato Paulista, mas sem entrar em campo.
Em 2018 foi incluído na lista "Next Generation 2018" do jornal britânico The Guardian, uma seleção anual que destaca 60 dos jovens jogadores mais promissores do futebol mundial, feita por especialistas do jornal com base no desempenho, potencial e projeção de carreira dos atletas.
Em 1 de julho de 2019, transferiu-se para o RB Leipzig, da Bundesliga. Sob o comando do técnico Julian Nagelsmann, não chegou a atuar pela equipe principal durante o primeiro semestre da temporada 2019–20. No entanto, disputou três partidas com a equipe sub-19 na UEFA Youth League.
Em busca de mais tempo de jogo, foi emprestado em janeiro de 2020 ao recém-promovido à Série A Red Bull Bragantino, com contrato até 30 de junho de 2021. O lateral-esquerdo disputou inicialmente três partidas no Campeonato Paulista. Na sequência, atuou em 11 jogos da Série A de 2020. Na temporada de 2021, participou de quatro jogos do estadual e de 18 da Série A, marcando três gols. O empréstimo foi estendido até o final de 2021. Cândido também disputou seis jogos na Copa Sul-Americana de 2021, competição em que sua equipe chegou à final, sendo derrotada pelo Athletico Paranaense. Em 1 de janeiro de 2022, o Red Bull Bragantino adquiriu em definitivo os direitos do jogador.
Em abril de 2024, Luan Cândido foi emprestado ao Grêmio até o final da temporada, com opção de compra ao término do vínculo.

### Seleção Brasileira
Em setembro de 2017, Cândido fez sua estreia pela Seleção Brasileira Sub-17 sob o comando do técnico Carlos Amadeu. Pela equipe, disputou quatro partidas. Pouco tempo depois, aos 17 anos, foi convocado para a Seleção Sub-20. Em 2019, participou do Campeonato Sul-Americano de Futebol Sub-20 de 2019, disputando cinco partidas e marcando um gol.

## Títulos
Palmeiras
Campeonato Brasileiro: 2018
RB Leipzig
Copa da Alemanha: 2021–22
Grêmio
Recopa Gaúcha: 2025